# Сельгас, Хосе
Хосе́ Се́льгас-Карра́ско  (исп. José Selgas Carrasco; 27 ноября 1822, Лорка, Мурсия — 5 февраля 1882, Мадрид) — испанский поэт, прозаик и журналист.

## Биография
Хосе Сельгас-Карраско родился 27 ноября 1822 года в очень бедной семье и рано остался сиротой. Ему пришлось оставить учебу в семинарии Сан-Фульхенсио в Мурсии и отправиться в Мадрид, где всю свою жизнь он проработал служащим и пользовался покровительством графа де Сан-Луис и Аурелиано Фернандес-Гэрры. Оба помогали ему с работой.
Хосе Сельгас, получивший католическое воспитание, придерживался крайне консервативных взглядов в политике и был человеком нравственным. Он основал знаменитую сатирическую газету El Padre Cobos, которую использовал как трибуну в борьбе с прогрессистами. В революционный период с 1868 по 1870 год им был написан ряд блестящих статей для La Gorda, консервативной оппозиционной газеты. Когда генерал Мартинес де Кампос стал премьер-министром, он назначил Хосе Сельгаса своим секретарем.
Популярный поэт и писатель в своё время, ныне он почти забыт. Его лирическая поэзия проникнута чувственным восприятием природы, красоты, нравственностью и духовностью. Хосе Сельгас также является автором нескольких романов, повестей, сборников рассказов, статей, посвященных обзору традиций и литературной критике. В последних особенно проявился его талант сатирика, виртуозно владеющего парадоксами, антифразами и каламбурами.
Хосе Сельгас умер 5 февраля 1882 года в Мадриде, в Испании. В 1884—1894 годах было опубликовано полное собрание его сочинений в 13 томах.

## Избранные сочинения

### Сборники стихов
- «Весна» (La primavera, 1850)
- «Лето» (El estío, 1853)
- «Цветы и шипы» (Flores y espinas, 1879)
- «Посмертные стихи» (Versos póstumos, 1883)

### Романы
- «Долг сердца» (Deuda del corazón, 1872)
- «Золотое яблоко» (La manzana de oro, 1873)
- «Мать» (Una madre, 1883)